# Richard N. Richards
Richard Noel Richards, född 24 augusti 1946 i Key West, är en amerikansk astronaut uttagen i astronautgrupp 9 den 19 maj 1980.

## Rymdfärder
- STS-28
- STS-41
- STS-50
- STS-64